# 139
Năm 139 là một năm trong lịch Julius. 

## Mất
- Marina vùng Aguas Santas